# 菊池市立隈府小学校
菊池市立隈府小学校（きくちしりつ わいふしょうがっこう, Kikuchi City Waifu Elementary School）は、熊本県菊池市隈府にある小学校。

## 沿革
- 1874年（明治7年）
  - 「袈裟尾（）小学校」が創立。
  - 6月 - 西照寺・檀林寺の仮校舎で授業を開始。
- 1875年（明治8年）- 「亘（）小学校」、「菊池小学校」が創立。
- 1878年（明治11年）4月 - 隈府女学校が開設。
- 1880年（明治13年）6月 - 菊池小学校と隈府女学校が新校舎へ移転し、「公立隈府小学校」となる。
- 1887年（明治20年）4月 - 亘小学校を統合し、「尋常隈府小学校」と改称。袈裟尾小学校を支校とする。
- 1890年（明治23年）9月 - 袈裟尾支校を統合。
- 1891年（明治24年）4月 - 「隈府尋常小学校」と改称。
- 1913年（大正2年）4月 - 高等科を併置し、「隈府尋常高等小学校」と改称。
- 1928年（昭和3年）4月 - 現在地に移転。
- 1941年（昭和16年）4月 - 国民学校令により、「隈府国民学校」と改称。
- 1947年（昭和22年）4月 - 学制改革により、「隈府町立隈府小学校」に改称。
- 1956年（昭和31年）9月 - 町村合併により、「菊池町立隈府小学校」に改称。
- 1958年（昭和33年）8月 - 市制施行により、「菊池市立隈府小学校」と改称。
- 1993年（平成5年）4月 - 菊池市立菊池北小学校を分離。
- 2013年（平成25年）3月 - 菊池市立河原小学校を統合。

## 歴代校長
- - 初代校長
- - 第  代校長 田中 忠彦
- - 第  代校長 内田昭
- - 第  代校長 高村秀夫

## クラブ活動

### 運動部
- 陸上部
- 野球部
- サッカー部
- バレー部
- バドミントン部
- 剣道部

### 文化部
- 音楽部

## 学校周辺
- 菊池市役所
- 菊池女子高等学校
- 菊池温泉
- 菊池渓谷
- 竜門ダム
- 国道387号
- 国道325号
- 七城温泉
- メロンドーム